# Louis de Sol de Grisolles
Louis de Sol de Grisolles (Guérande, 29 dicembre 1761 – Bordeaux, 13 aprile 1836) è stato un generale francese.

## Biografia
Louis de Sol de Grisolles era il figlio di Louis Athanase de Sol, signore di Grisolles, e di sua moglie Marie Jeanne de Sécillon.
Destinato alla carriera militare, Louis si arruolò a La Royale il 14 aprile 1782 come sottotenente, divenendo poi tenente dal 1º maggio 1786.
Dopo lo scoppio della Rivoluzione francese, prese il comando degli Chouan dell'area di Rochefort-en-Terre, Redon e Muzillac. Durante la rivolta del marzo 1793, conquistò Rochefort-en-Terre. Nel 1795 ricevette da Georges Cadoudal la promozione al grado di colonnello e nel 1797 il comando della 4ª legione dell'Armata degli chouans del Morbihan. Nel 1800 prese parte alla battaglia del ponte di Loc'h.
Arrestato nel 1800, Sol de Grisolles rimase imprigionato sino al 1803. Dopo il suo rilascio, si unì a Georges Cadoudal che stava tramando contro il primo console Napoleone Bonaparte, ma venne nuovamente arrestato nell'ottobre del 1804, al momento del suo arrivo a Parigi. Torturato (gli vennero strappate le unghie) dalla polizia di Fouché per costringerlo a denunciare i suoi complici, non parlò e fu imprigionato in regime di carcere duro per tutto il periodo dell'Impero.
Liberato nel 1814, durante la Restaurazione francese, appariva molto indebolito dalla sua lunga detenzione, ma tentò comunque, pur senza successo, di denunciare i suoi ex carcerieri.
Sol de Grisolles ricevette successivamente il comando militare della piazzaforte di Belle-Île-en-Mer.
Dopo il ritorno di Napoleone I durante i Cento giorni, Sol de Grisolles assunse la guida degli chouans del Morbihan  che si erano ribellati e riunì un esercito di 3000-4000 uomini. Assistito dai suoi luogotenenti di Floirac e La Boissière-Lannurie, lanciò un primo attacco a Redon che però fallì. Gli studenti universitari di Vannes che si unirono agli chouan riuscirono a sconfiggere invece gli imperiali del generale Rousseau il 10 giugno 1815 a Muzillac. Tuttavia Sol de Grisolles venne nuovamente sconfitto ad Auray il 21 giugno dal generale Bigarré. Appena tre giorni dopo Napoleone venne sconfitto a Waterloo.
Il 22 luglio, con la seconda Restaurazione, gli chouans vittoriosi marciarono attraverso Vannes. Come ricompensa per i suoi servizi, Sol de Grisolles ricevette il grado di maresciallo il 13 novembre 1816 e poi quello di tenente generale onorario. Il 3 febbraio 1822 fu insignito della gran croce dell'Ordine di San Luigi e venne nominato comandante del castello di Pau, rimanendo in tale carica sino al 1830.
Dopo la Rivoluzione di luglio, si ritirò a Bordeaux dove morì il 13 aprile 1836.